# Joseph Gregor Winck
Joseph Gregor Winck (auch Joseph Gregor Wink) (getauft 8. Mai 1710 in Deggendorf; † 11. April 1781 in Hildesheim) war ein deutscher Maler und Stuckateur.

## Leben
Winck war möglicherweise ein Schüler von Giambattista Tiepolo oder Cosmas Damian Asam und absolvierte seine Lehrjahre wohl in Augsburg und Holland. Es konnten jedoch keine Werke von ihm im süddeutschen Raum nachgewiesen werden. Bis 1743 wirkte er in Mannheim. Vom Hildesheimer Domkapitel erhielt er 1743 den Auftrag, den Rittersaal des Doms mit allegorischen Deckenfresken auszumalen. Er war zu jener Zeit der einzige bedeutende Freskenmaler im norddeutschen Raum. Viele der Werke von Wink wurden vor oder während des Zweiten Weltkriegs zerstört.
Im Jahr 1753 heiratete er Joseph Gregor Winck Maria Anna Albers, die Schwester des Dompfarrers seiner Wahlheimat Hildesheim, die ihm vier Kinder gebar.war Der klassizistische Architekt Joseph Bernhard Winck (1754–1812) war sein Sohn.

## Werke (Auswahl)

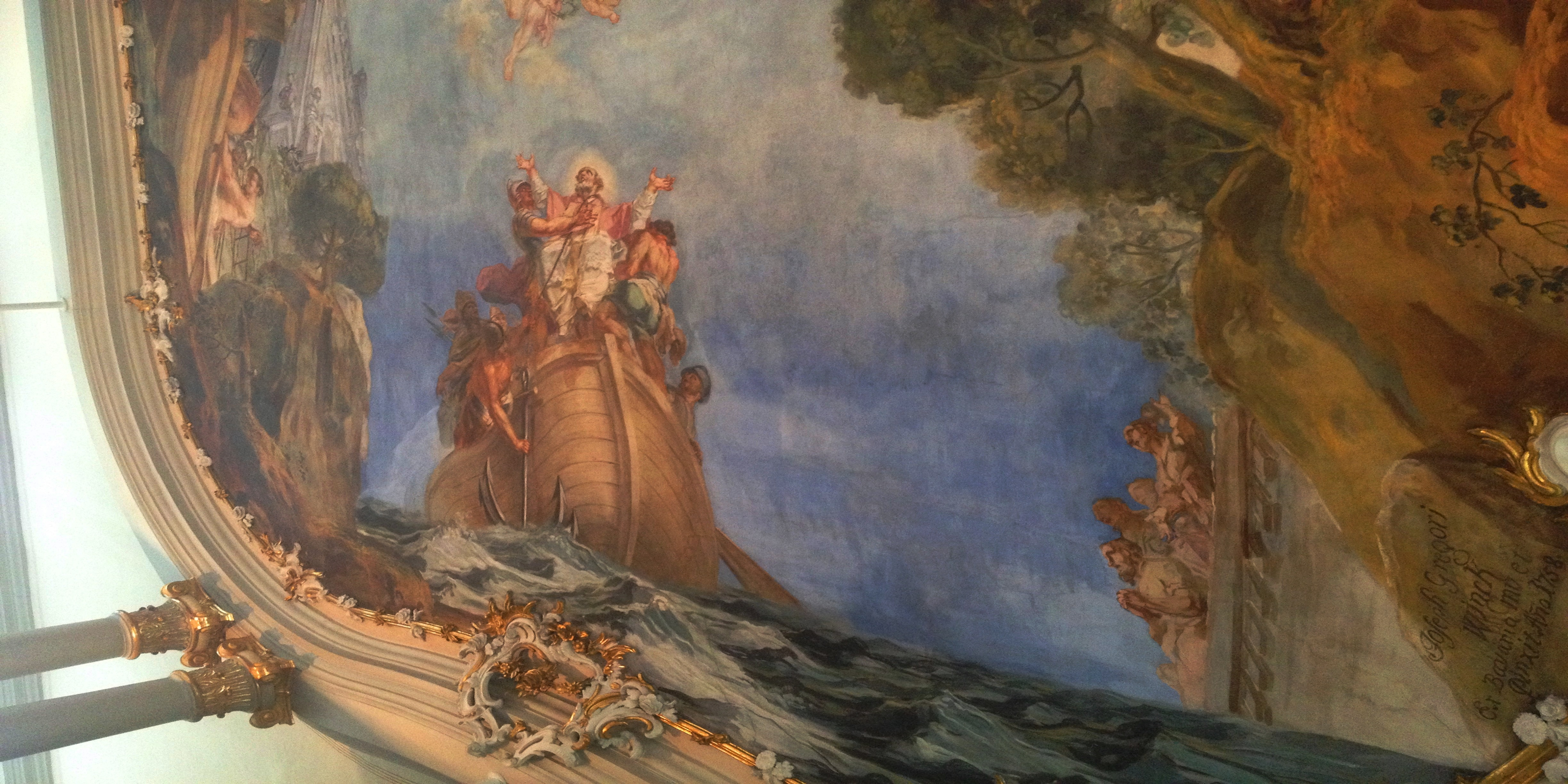
Schlosskirche Liebenburg, Deckengemälde, Detail: Martyrium des hl. Clemens; rechts auf dem Stein Signatur Wincks: Joseph Gregori Winck ex Bavaria inv[enit] et pinxit Anno 1758 – „Josef Gregor Winck aus Bayern entwarf und malte es im Jahr 1758“.

- 1744–1752: Deckenfresken im Rittersaal des Hildesheimer Doms (1945 zerstört)
- 1747/48: Stuckrelief am Hauptgiebel des Opernhauses in Braunschweig im Auftrag von Herzog Karl I. (zerstört)
- 1750: Fresken im Herrenhaus des ehemaligen Augustiner-Chorfrauenklosters in Dorstadt
- 1758: Fresken in der Schlosskirche von Liebenburg bei Goslar im Auftrag des Kurfürsten und Fürstbischofs Clemens August
- 1761–1765: Fresken in der Jesuitenkirche in Büren
- Deckenfresken im Schloss Schliestedt
- 1769 Deckenfresken in der evangelischen Kirche in Schellerten
- 1771 Deckenfresken in der Kirche in Mehrum
- 1779: Deckenfresken in der Kirche in Hohenhameln